# ブラウバッハ

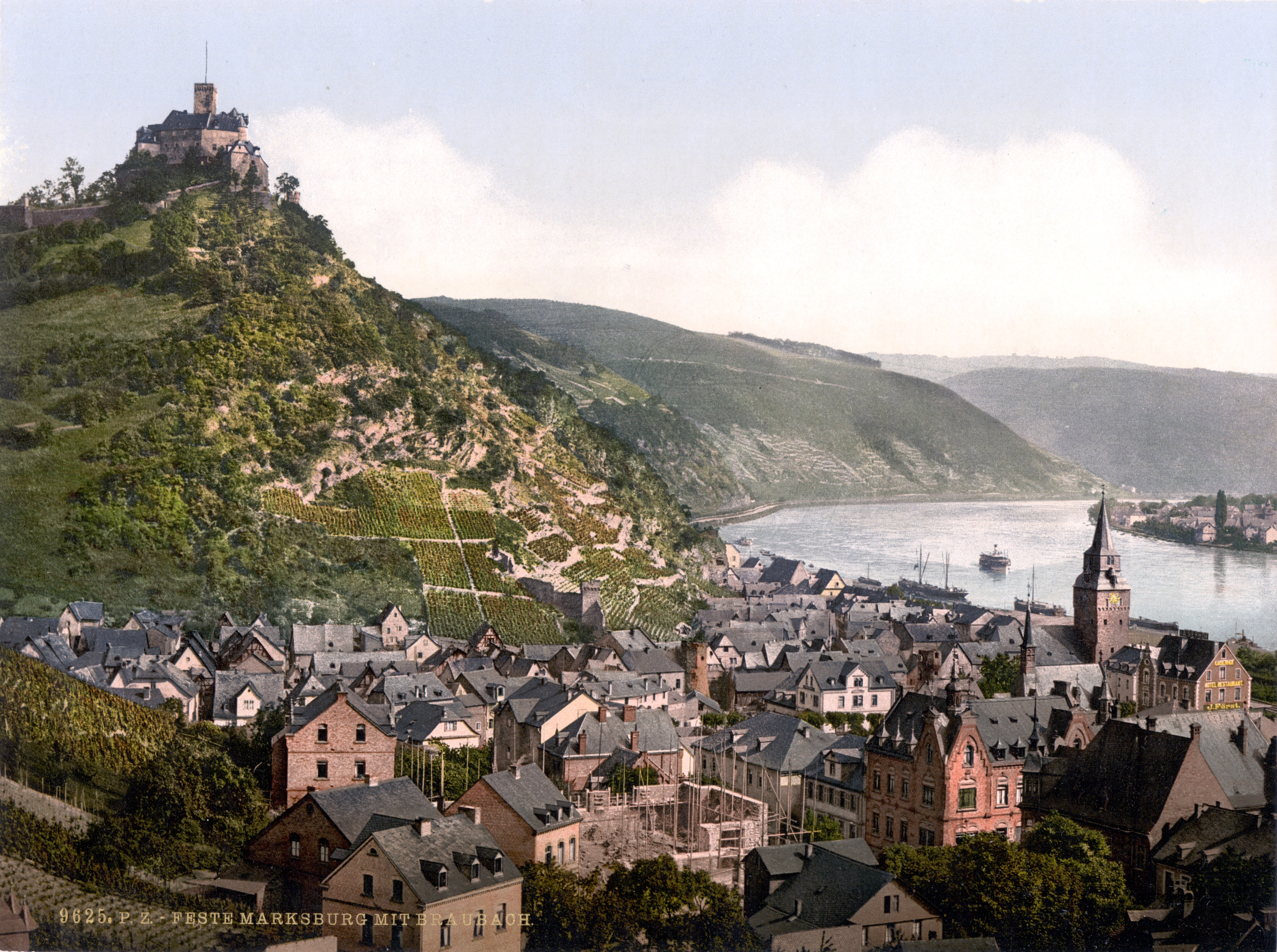
マルクスブルク城

ブラウバッハ（Braubach）は、ドイツ連邦共和国西部、ラインラント＝プファルツ州ライン＝ラーン郡にある市。ライン川右岸に面し、コブレンツの南東約10kmに位置する。2012年6月30日まではブラウバッハ連合自治体 (独: Verbandsgemeinde Braubach)の行政庁所在地であった。
2002年、「ライン渓谷中流上部」の一部として世界遺産に登録された。

## 概要
- ハーフティンバー様式の木造民家の街並みが続き、山の上にはマルクスブルク城が建つ。

## 姉妹都市
- - ヴィルヌーヴ＝シュル＝ヨンヌ(Villeneuve-sur-Yonne) （フランス）